# Charlie-27
Capitão Charlie-27 é um personagem fictício que aparece nas histórias em quadrinhos publicadas pela editora norte-americana Marvel Comics. O personagem integra a realidade da Terra-691 do Universo Marvel.
Charlie-27 é um dos membros fundadores das primeiras formações da equipe Guardiões da Galáxia.

## Publicação
Charlie-27 apareceu pela primeira vez na revista Marvel Super-Heroes #18 em janeiro de 1969 e foi criado pelo escritor Arnold Drake e pelo artista Gene Colan. Drake e Colan criaram os Guardiões da Galáxia como uma versão de ficção científica do grupo do filme The Dirty Dozen. O escritor Steve Gerber re-integrou o personagem na equipe quando ele a reviveu em Marvel Presents #3 (fevereiro de 1976) até o #12 (agosto de 1977).
Charlie-27 se tornou um personagem recorrente nas histórias dos Guardiões na década de 90, ele também aparece junto com o resto da equipe original na série de 2014, Guardians 3000. Além disso, ele é um dos personagens a aparecem na série em quadrinhos Galactic Guardians de 2016.

## Biografia ficcional do personagem
Charlie-27 era um soldado e piloto da milícia espacial, geneticamente alterado para viver no planeta Júpiter, estabelecido na cidade de Galileo City. Como tal, ele tinha 11 vezes a massa muscular de um ser humano normal. Ele também era o Capitão dos Planetas Unidos da Milícia Espacial da Terra (P.U.M.E.T).
Em 3007, os alienígenas da raça Badoon invadem o sistema solar, realizando vários atos genocidas. Charlie era o único sobrevivente de seu mundo devido a estar em uma missão espacial a longo prazo. Ele junta forças com Martinex, Yondu e Vance Astro para formar os Guardiões da Galáxia. Em 3014, Unido ao Coisa, Capitão América, e Sharon Carter ele retoma a cidade de Nova York das forças dos Badoons. Mais tarde viaja no tempo para o século XX onde conhece os Defensores. Retorna ao ano de 3015 com Starhawk e os Defensores para derrotar uma força invasora dos Badoons.
Após a derrota final dos Badoons, Charlie se vê incapaz de encaixar-se na vida civil do pós-guerra. Ele parte da Terra em uma missão espacial com seus companheiros de equipe e conhece Nikki, que se junta aos Guardiões da Galáxia. Ele então visita o planeta Asylum. Charlie ajuda a derrotar o Homem Topográfico e está presente quando os Guardiões entendem como o Surfista Prateado impediu a primeira tentativa dos Badoons de invadir Terra no século XX. Ele conhece Aleta e a origem do Starhawk. Ele luta contra os Reavers de Arcturus, depois Charlie e os Guardiões descobrem a estação espacial Drydock, que acabam a usando como base por um tempo.
Charlie mais tarde, viajando no tempo, se junta a Thor para enfrentar Korvac e seus comparsas. Com os Guardiões, Charlie viaja até o presente, em busca de Korvac, onde ele conhece os Vingadores, e salva a vida de um jovem Vance Astro. Charlie também se alia aos Vingadores contra Korvac. Ele tenta fazer parte da equipe, mas acaba não o fazendo. Charlie tenta impedir o encontro de Vance Astro do século XX com o Astro do século XXXI ao lado do Coisa. Depois disso, ele retorna a sua linha do tempo original.
Charlie e os Guardiões, em seguida, vão em busca do escudo perdido do Capitão América. Eles enfrentam Taserface e Stark, depois encontram um dos Arautos de Galactus, o Senhor do Fogo e derrotam Stark. Depois ele luta contra a equipe super-humana conhecida como a Força. Encontra Malevolence e localiza Haven, uma colônia perdida da Terra fundada por mutantes. Em seguida ele luta contra Rancor e seus tenentes.
Charlie tem um relacionamento com sua companheira de equipe Nikki, mas o relacionamento não dá certo, ainda assim, eles continuam sendo amigos.
Embora estando anos a frente na linha do tempo, Charlie se envolve na Guerra Infinita. Ele e sua equipe salvam a Mansão dos Vingadores de uma invasão dos Mestres do Terror. Em seguida, ambos os grupos se salvam dos ataques de seus clones maléficos enviados por Magus.
Rita DeMara ganha sua amizade depois de realizar uma cirurgia improvisada para salvá-lo de uma hemorragia interna.
Assim como o resto da equipe, em sua última aparição, Charlie ficou em um planeta misterioso, depois de se perder no espaço-tempo.

## Poderes e habilidades
Devido à sua ascendência Jupiteriana, Charlie é 11 vezes mais forte e 11 vezes mais denso que um ser humano normal, entre seus atributos físicos estão:
- Força Sobre-Humana: inicialmente sua força foi colocada na faixa de 2-5 tons. Mais tarde, Charlie ficou gravemente ferido, e sua fisiologia foi otimizada, como resultado, sua força aumentou para a faixa de 5-10 tons.

- Resistência Sobre-Humana: sua resistência também é muito maior que a de um ser humano normal; estima-se que ele pode se esforçar eficientemente sem se cansar.

- Durabilidade Sobre-Humana: sua pele é incrivelmente densa, e é aproximadamente tão dura quanto vidro a prova de balas feitas na Terra do século XX.

### Habilidades
Charlie é um militar brilhante e um especialista em combate. Ele é bem hábil em usar sua força para obter vantagem em combate, isso e incluindo o uso de canhões estelares como armas manuais tanto perto quanto à distância. Ele é um líder de campo excepcional e tem habilidade para analisar e neutralizar estratégias inimigas.

## Em outras mídias

### Filmes

#### Universo Marvel Cinematográfico
Charlie-27 é interpretado pelo ator britânico Ving Rhames no Universo Cinematográfico da Marvel.
- Charlie aparece pela primeira vez em Guardiões da Galáxia Vol. 2 onde é um dos membros de uma facção dos Ravagers por Stakar Ogord (Sylvester Stallone).[3]

### Videogames
Charlie-27 é um personagem jogável no videogame Galactic Guardians da Marvel Heroclix.

## Ligações Externas
- «Charlie-27» (em inglês). no Marvel.com